# Iljoesjin Il-40
De Iljoesjin Il-40 (Russisch: Ильюшин Ил-40) (NAVO-codenaam: Brawny) was een Sovjet straalaangedreven gepantserd grondaanvalsvliegtuig. Het was een apart ontwerp, met twee motoren in voorste helft van de romp, gepantserde tandemcockpit, pijlvleugels en een afstand bestuurde staartgeschutskoepel. Slechts twee prototypes werden gebouwd, want het concept was duidelijk verouderd.

## Overig
artikel over de Il-40 op airwar.ru
Il-2 · Il-4 · Il-10 · Il-12 · Il-14 · Il-18 · Il-20 · Il-28 · Il-38 · Il-40 · Il-62 · Il-76 · Il-78 · Il-80 · Il-86 · Il-96 · Il-103 · Il-114